# 螫皇石首魚
螫皇石首魚為輻鰭魚綱鱸形目鱸亞目石首魚科的其中一種，分布東太平洋巴拿馬至厄瓜多海域，棲息深度可達60公尺，本魚身體經常棕黃色，上部稍深。胸鰭長，烏黑，絲狀上的軟條，延伸至尾柄骨盆和臀鰭黃色，口大，近水平，下巴具一雙長適中，細長的觸鬚，體長可達50公分，棲息在沿海、河口區，屬肉食性，以魚類、甲殼類及頭足類等為食，可做為食用魚。